# Mcely
Mcely jsou obec v okrese Nymburk ve Středočeském kraji. Leží třináct kilometrů severně od Nymburka. Žije zde 423 obyvatel. Katastrální území má rozlohu 1 338 hektarů.

## Historie

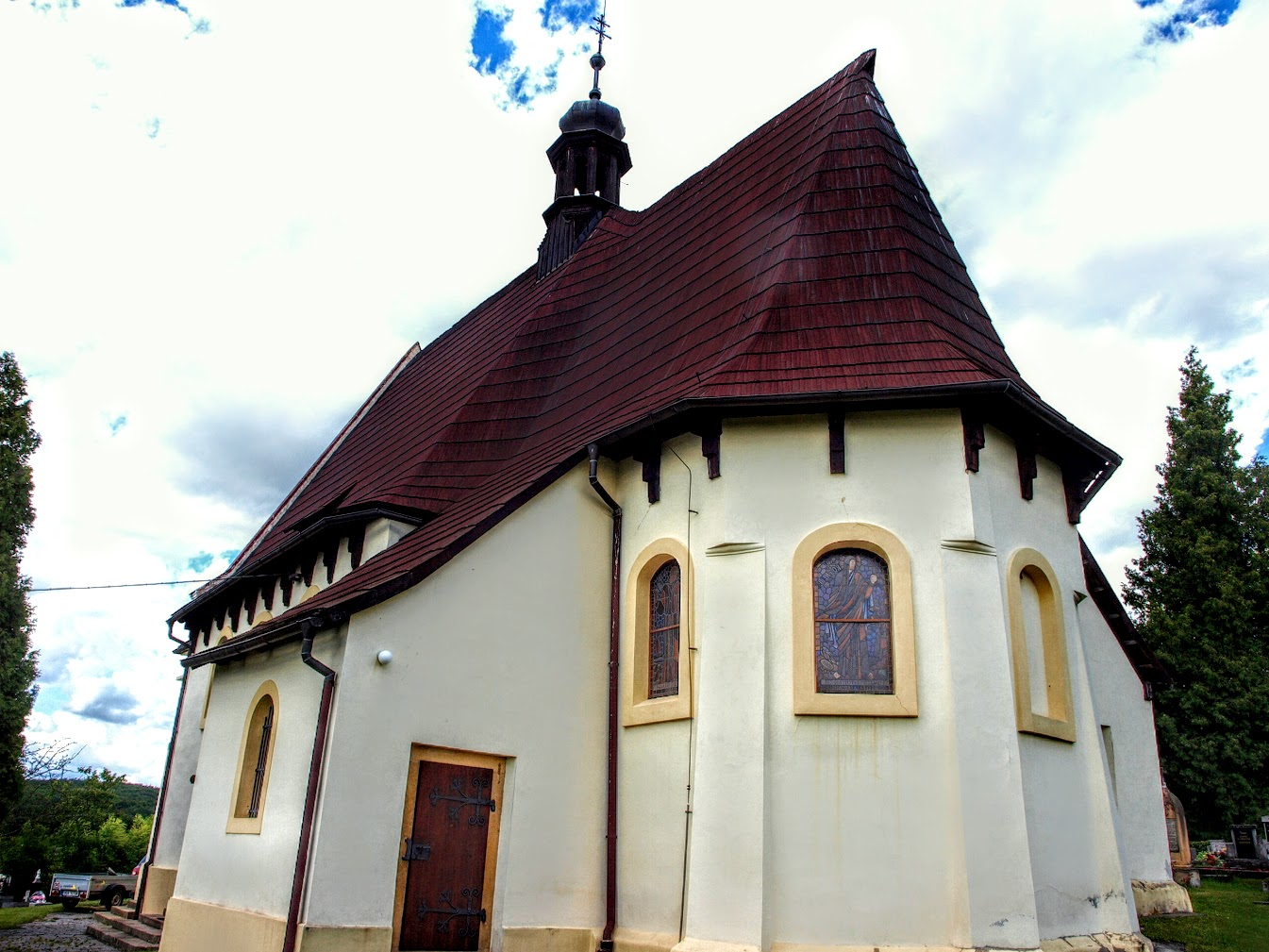
Kostelík svatého Václava

První písemná zmínka o obci pochází z roku 1252.

### Mcelská zjevení
Mcely se staly známými v polovině 19. století. V letech 1849–1850 zde došlo k sérii událostí, pro které se vžilo označení „Mcelská zjevení“, „Zjevení Panny Marie třem děvčátkům“ nebo „Mcelský zázrak“. Tři děvčata dle popisů spatřila Pannu Marii, která je vyzvala k modlitbám za duše v očistci.
Zjevení se několikráte opakovala a to dokonce v přítomnosti dalších lidí. O Mcely se začala zajímat také tou dobou v nedalekém Nymburce žijící Božena Němcová a její manžel. Tito psali o Mcelských událostech do Národních novin, které vydával Karel Havlíček Borovský a označovali je zde jako „jezovitské kejkle“ a mají největší podíl na tom, že zjevení byla po několika letech jako zpochybněná zapomenuta. Je možné, že ze zdejšího kraje pochází děj povídky V zámku a v podzámčí od Boženy Němcové.[zdroj?]
Zájem o mcelská zjevení začal utichat, až utichl úplně. Teprve v devadesátých letech 20. století se začalo opět s poutěmi. Katolická církev se ke zjevením nevyjádřila, proto jde o církví zatím neuznané, ale také nezakázané poutní místo.
V obci Mcely (900 obyvatel, poštovní úřad, telegrafní úřad, telefonní úřad, římskokatolický kostel) byly v roce 1932 evidovány tyto živnosti a obchody: autobusová doprava, autodrožka, biograf Sokol, cihelna, holič, 4 hostince, 2 koláři, 2 kováři, 4 krejčí, malíř, mlýn Aldorf, 5 obuvníků, pekař, 3 rolníci, 3 řezníci, 2 sadaři, sedlář, 4 obchody se smíšeným zbožím, spořitelní a záložní spolek pro Mcely a Studce, 3 trafiky, 3 truhláři, velkostatek Thurn-Taxis, 2 zahradnictví, zámečník, obchod se zvěřinou a drůbeží.

## Obyvatelstvo
| Rok            | 1869 | 1880 | 1890 | 1900 | 1910 | 1921 | 1930 | 1950 | 1961 | 1970 | 1980 | 1991 | 2001 | 2011 | 2021 |
| -------------- | ---- | ---- | ---- | ---- | ---- | ---- | ---- | ---- | ---- | ---- | ---- | ---- | ---- | ---- | ---- |
| Počet obyvatel | 845  | 933  | 857  | 745  | 731  | 840  | 775  | 569  | 582  | 506  | 430  | 420  | 383  | 378  | 402  |
| Počet domů     | 115  | 122  | 123  | 128  | 153  | 166  | 186  | 192  | 175  | 156  | 135  | 183  | 203  | 205  | 207  |

## Obecní správa

### Územněsprávní začlenění
Dějiny územněsprávního začleňování zahrnují období od roku 1850 do současnosti. V chronologickém přehledu je uvedena územně administrativní příslušnost obce v roce, kdy ke změně došlo:
- 1850 země česká, kraj Jičín, politický i soudní okres Nymburk[7]
- 1855 země česká, kraj Mladá Boleslav, soudní okres Nymburk
- 1868 země česká, politický okres Poděbrady, soudní okres Nymburk
- 1936 země česká, politický i soudní okres Nymburk[8]
- 1939 země česká, Oberlandrat Kolín, politický i soudní okres Nymburk[9]
- 1942 země česká, Oberlandrat Hradec Králové, politický i soudní okres Nymburk[10]
- 1945 země česká, správní i soudní okres Nymburk[11]
- 1949 Pražský kraj, okres Nymburk[12]
- 1960 Středočeský kraj, okres Nymburk
- 2003 Středočeský kraj, okres Nymburk, obec s rozšířenou působností Nymburk

### Obecní symboly
Znak a vlajka byly obci uděleny rozhodnutím předsedy Poslanecké sněmovny Parlamentu České republiky dne 31. ledna 2002.

## Doprava
Dopravní síť
- Pozemní komunikace – Obcí prochází silnice II/275 Chotětov - Brodce - Luštěnice - Mcely - Křinec - Dymokury, v obci končí silnice II/279 Podhora - Svijany - Dolní Bousov - Mcely.

- Železnice – Železniční trať ani stanice na území obce nejsou.

Veřejná doprava 2011
- Autobusová doprava – V obci měly zastávky autobusové linky Mladá Boleslav-Mcely (v pracovní dny 4 spoje) (dopravce Transcentrum bus), Nymburk-Křinec-Loučeň (v pracovní dny 1 spoj) a Nymburk-Loučeň-Seletice (v pracovní dny 5 spojů, o víkendech 3 spoje) (dopravce Okresní autobusová doprava Kolín).

## Pamětihodnosti
- Původně gotický kostel svatého Václava ze 14. století – dominanta obce.
- Hranolová zvonice s dřevěným patrem v sousedství kostela.
- Barokní zámek Mcely – byl po roce 1945 opuštěn a po nákladné rekonstrukci byl nově v roce 2006 otevřen jako zámecký hotel Château Mcely.
- Socha svatého Jana Nepomuckého z roku 1832.
- Socha svaté Panny Marie a reliéfem svatého Františka z Assisi.
- Západně od vesnice se nachází pozůstatky pravěkého hradiště nad Studci a nedatovaného hradiště nad Sychrovem.[14]
- Mezi Mcely a vesnicí Studce leží národní přírodní památka Čtvrtě.

## Fotogalerie

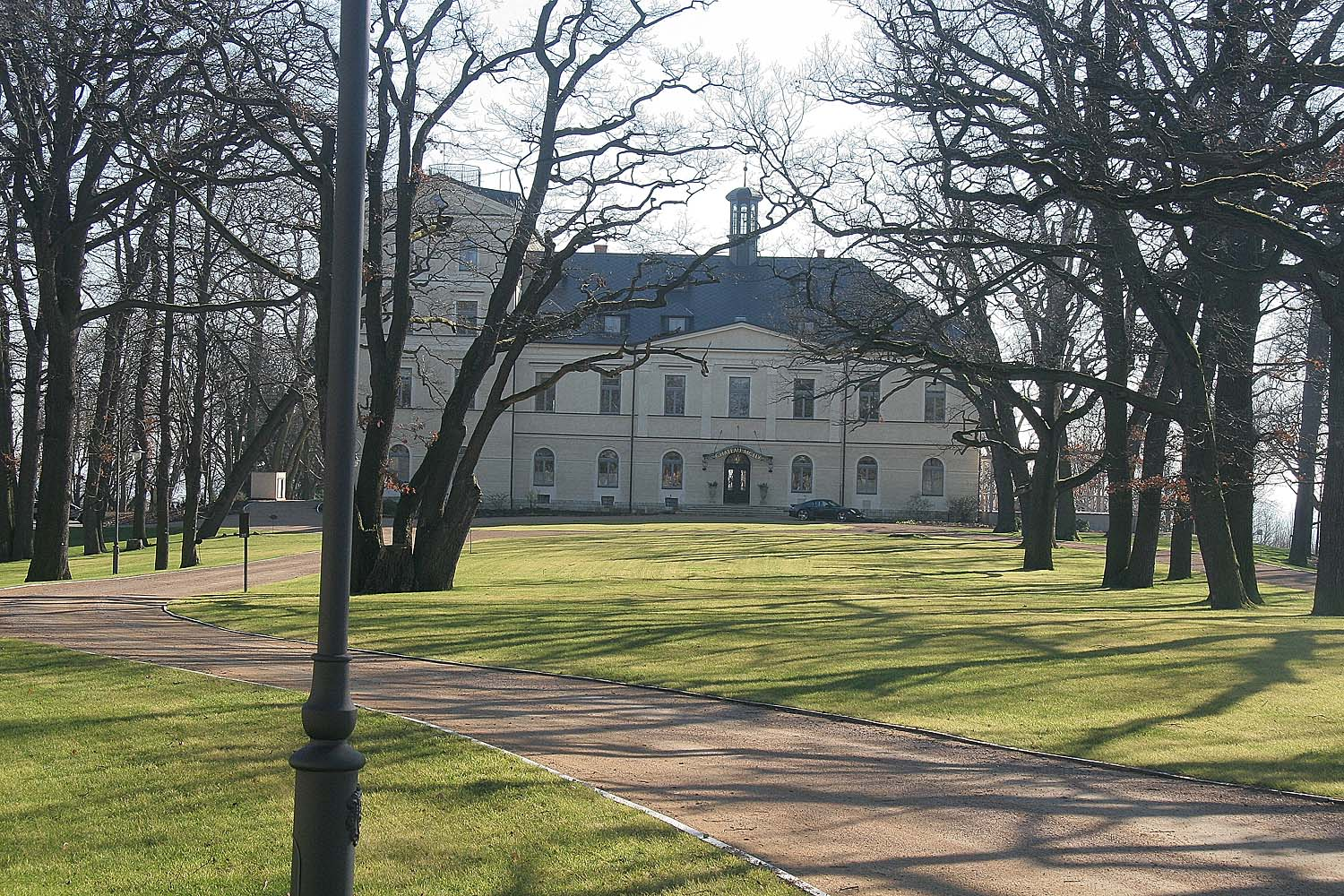
Rekonstruovaný zámek Mcely
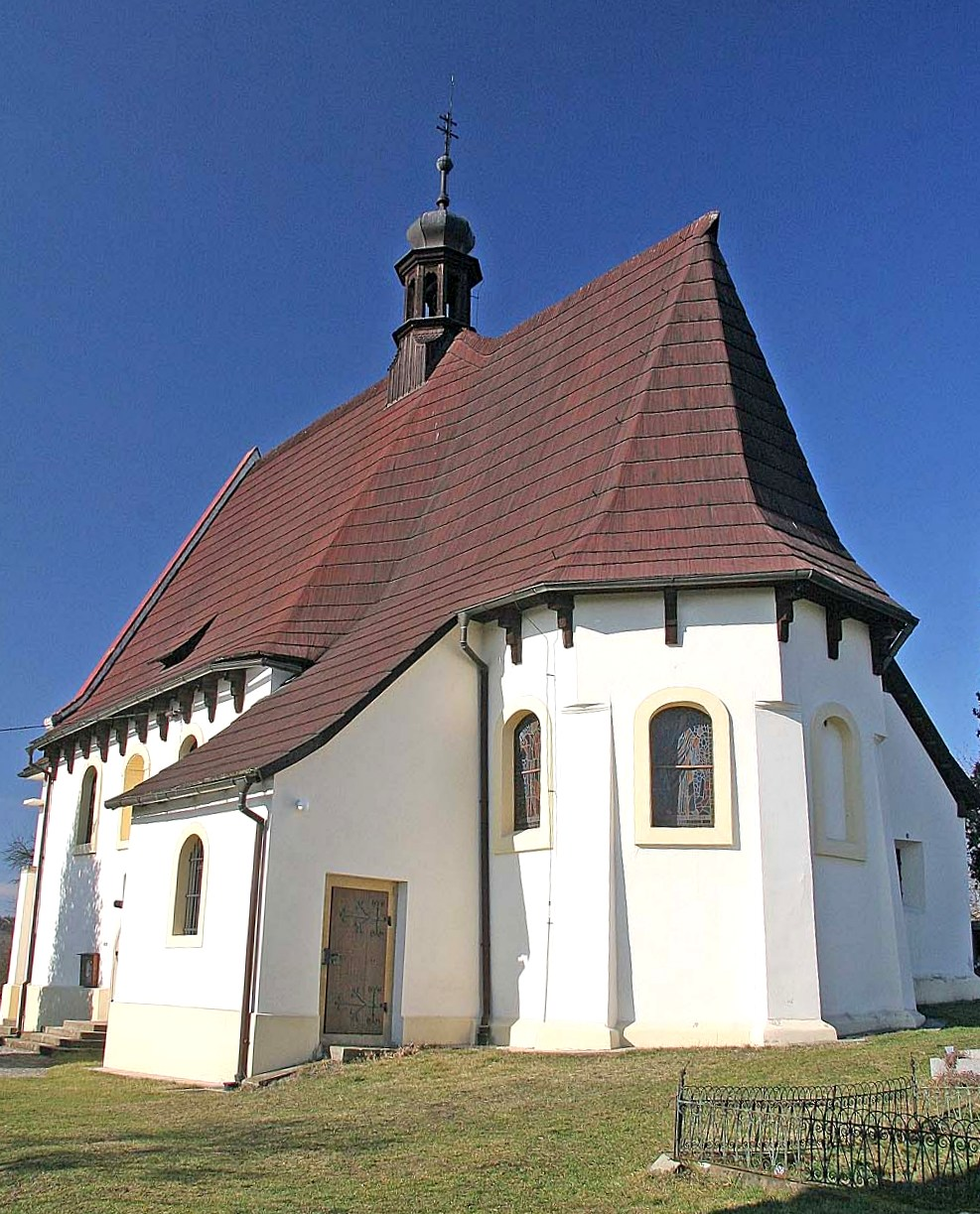
Kostel svatého Václava
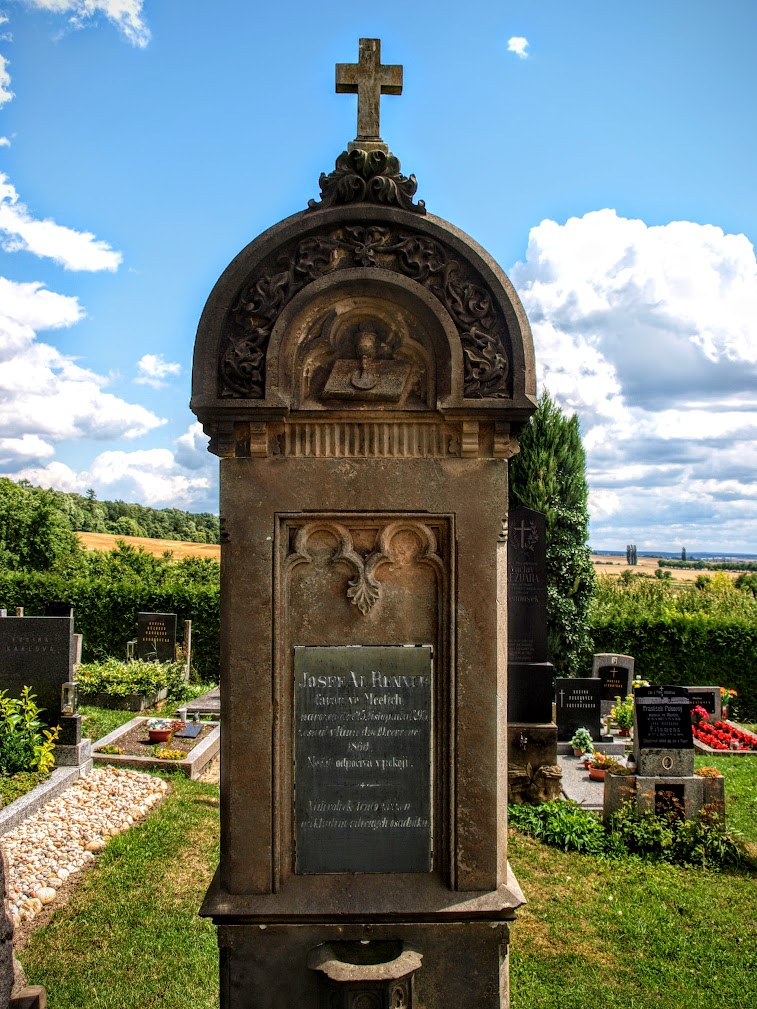
Náhrobek J. A. Rennera na mcelském hřbitově